# Gnathia hemingwayi
Gnathia hemingwayi är en kräftdjursart som beskrevs av Ortiz och Lalana 1997. Gnathia hemingwayi ingår i släktet Gnathia och familjen Gnathiidae. Inga underarter finns listade i Catalogue of Life.